# Daniël Mensch
Daniël Theodor Mensch (Sliedrecht, 4 de octubre de 1978) es un deportista neerlandés que compitió en remo. Participó en los Juegos Olímpicos de Atenas 2004, obteniendo una medalla de plata en la prueba de ocho con timonel.

## Palmarés internacional
| Juegos Olímpicos | Juegos Olímpicos | Juegos Olímpicos | Juegos Olímpicos |
| Año              | Lugar            | Medalla          | Prueba           |
| ---------------- | ---------------- | ---------------- | ---------------- |
| 2004             | Atenas (Grecia)  | Medalla de plata | Ocho con timonel |